# Toonage
Toonage est le premier album du groupe d'eurodance danois Cartoons, sorti en 1998.
Il renferme trois simples : DooDah! (en) (une adaptation de la chanson folklorique américaine Camptown Races), Witch Doctor (une reprise de la chanson de Ross Bagdasarian parue en 1958) et Aisy Waisy.
L'album est réédité en 1999 sous le nom More Toonage, contenant plus de chansons que l'original.

## Toonage
1. Witch Doctor
2. DooDah!
3. Hold Me
4. Ramalama Daisy
5. Yoko
6. Who Put The Bomp
7. De Do Do Do De Da Da Da
8. Let's Go Childish
9. Aisy Waisy
10. Listen To My Heart

## More Toonage
1. Witch Doctor
2. DooDah!
3. Hold Me
4. Ramalama Daisy
5. Yoko
6. Who Put The Bomp
7. De Do Do Do De Da Da Da
8. Let's Go Childish
9. Aisy Waisy
10. Listen To My Heart
11. DooDah! (Version espagnole)
12. Witch Doctor (Version espagnole)
13. Santa Claus Is Coming To Town
14. Just Can't Wait
15. Millenium Megamix